# 細江逸記
細江 逸記（ほそえ いっき、1884年9月28日 - 1947年3月11日）は、日本の英語学者。
三重県出身。東京外国語学校英語科卒。東京外国語学校講師、大阪高等商業学校教授、1931年大阪商科大学教授。1936年「ヂヨーヂエリオツトの作品に用いられたる英国中部地方言の研究」で京都帝国大学文学博士。

## 著書
- 『最新英文法汎論』文会堂 1917
- 『英文法汎論』泰文堂 1926
  - 『英文法汎論 英文法統辞論提要 新改訂版』篠崎書林 1971
- 『動詞時制の研究』泰文堂 1932
- 『動詞叙法の研究』泰文堂 1933　篠崎書林 1974
- 『ヂョーヂ・エリオットの作品に用ひられたる英国中部地方言の研究』泰文堂 1935
- 『精説英文法汎論 第1巻』泰文堂 1942　篠崎書林、1966
- 『新要約英文法』泰文堂、1949　篠崎書林 1956
- 『シエクスピアの英語』篠崎書林 1951
- 『旅日記』篠崎書林 1951
- 『英国地方語の研究』篠崎書林 1956
- 『英語統辞論略説 改訂版』岸村安宅改訂　篠崎書林 1973